# Doug Armstrong (műsorvezető)
Doug Armstrong (Sussex, 1992. május 22. –) brit internetes híresség, youtuber és műsorvezető. YouTube-csatornáján több mint 230 000 feliratkozó van. „Life hack”-videóiról vált ismertté, de közismertek az életmód, étel és főzés, zene, utazás és vlogolás tartalmak is a csatornáján. Elsősorban YouTube-vlogger, de műsorvezető is. Armstrong Londonban él.
Egyszer elhívták Malawiba, hogy segítse a Sightsavers jótékonysági tevékenységét. Armstrong együttműködött más YouTube-személyiségekkel, köztük Joey Graceffával is. 2015 februárjában létrehozott egy csokoládélabirintust teljes egészében csokoládérudakból egy élelmiszer művész segítségével és épített egy méretarányos makettet az Útvesztő című filmből, hogy megünnepeljék a film DVD és Blu-ray kiadását és hogy népszerűsítse a filmet. Ezzel szerepelt a Daily Mail-ben. Meginterjúvolta Bella Thorne-t a The Duff-beli szerepléséért.
2015-ben jelentette be hivatalosan, hogy homoszexuális. A The Vamps nagy rajongója, közre is működött velük egy dalban, hogy pénzt és figyelmet szerezzen a Teenage Cancer Trust részére. Armstrong paródiákat is csinál videoklipekből, például Justin Bieber Calvin Klein-reklámjából. 2015-ben, más youtuberek mellett, ő mutatta be a Microsoft Do Anything reklámját.